# Mulciîți, Volodîmîreț
Mulciîți (în ucraineană Мульчиці) este localitatea de reședință a comunei Mulciîți din raionul Volodîmîreț, regiunea Rivne, Ucraina.
Localitatea face parte din regiunea istorică Volânia, iar după tratatul de pace de la Riga din 1921 a devenit parte a Poloniei, după 1939 intrând în componența Uniunii Sovietice.

## Demografie
Componența lingvistică a localității Mulciîți
     Ucraineană (99,77%)
     Alte limbi (0,23%)
Conform recensământului din 2001, majoritatea populației localității Mulciîți era vorbitoare de ucraineană (99,77%), existând în minoritate și vorbitori de alte limbi.